# هایپررئالیسم

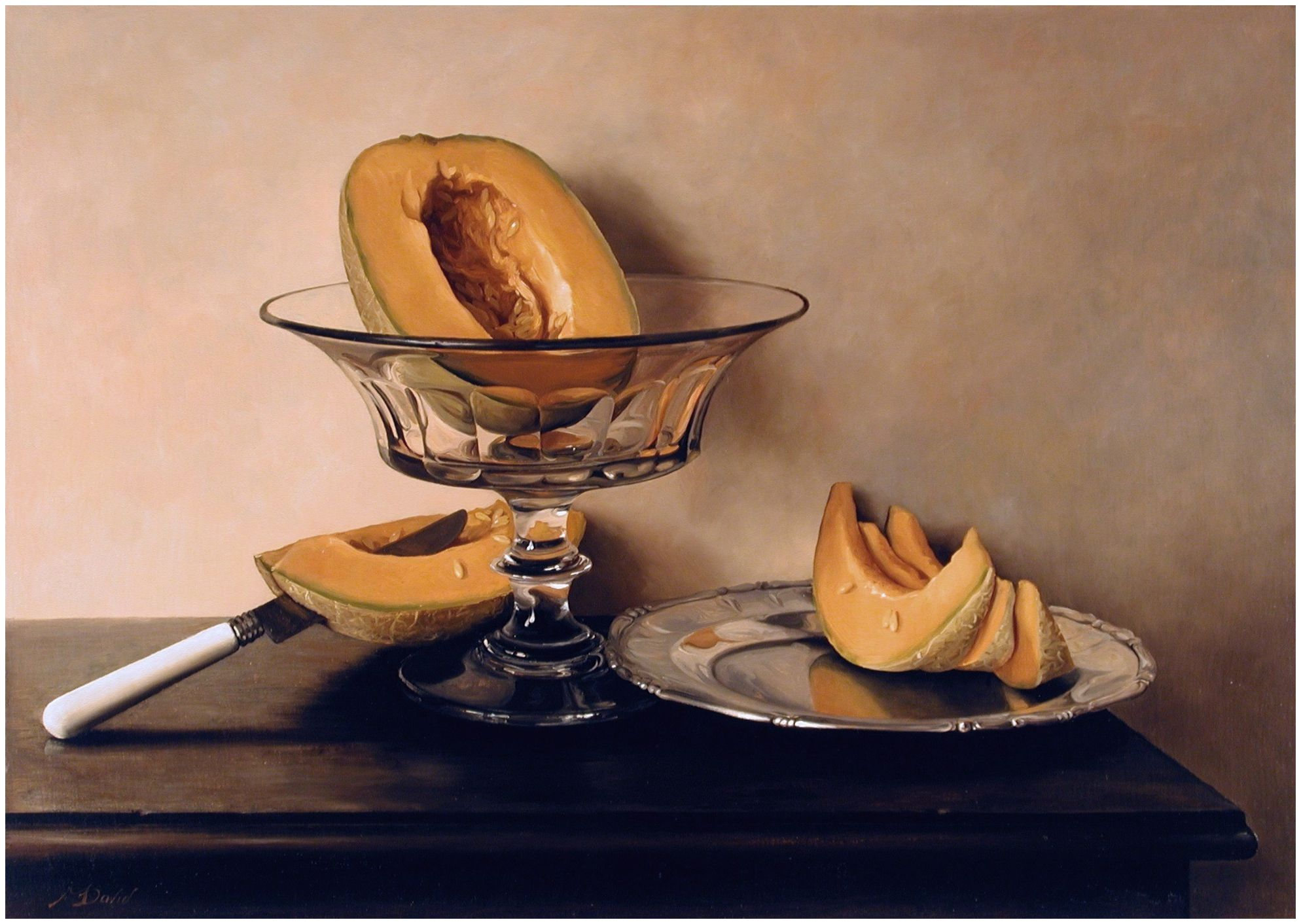
ظرف میوه با طالبی، یک نمونه نقاشی فزون‌واقع‌نما اثر مارو داوید.

ابرواقع‌گرایی یا فزون‌واقع‌نمایی یا واقع‌گرایی افراطی یا هایپررئالیسم (به انگلیسی: Hyperrealism) رویکردی به واقع‌نمایی با الهام از هنر عکاسی است که در آن به‌صورت بسیار دقیق و عکس‌گونه چهره و پیکر انسان و اشیای صنعتی در ابعاد بزرگ تصویر می‌شود.
به سبکی در نقاشی و مجسمه‌سازی گفته می‌شود که یک عکس یا نمونهٔ واقعی را با جزئیاتِ دقیق تداعی کند.

## تاریخچه
فزون‌واقع‌نمایی در فارسی به «فراواقعیت» هم ترجمه شده‌است. در واقع فزون‌واقع‌نمایی به عنوان پیشرفتی در روش ساخت آثار نقاشی و مجسمهٔ فوتورئالیسم به‌شمار می‌آید. این اصطلاح اولین‌بار در اوایل دههٔ ۲۰۰۰ در ایالات متحده آمریکا و اروپا به عنوان یک جنبش هنری مستقل و یک سبک هنری ظهور کرده‌است.

## دیدگاه

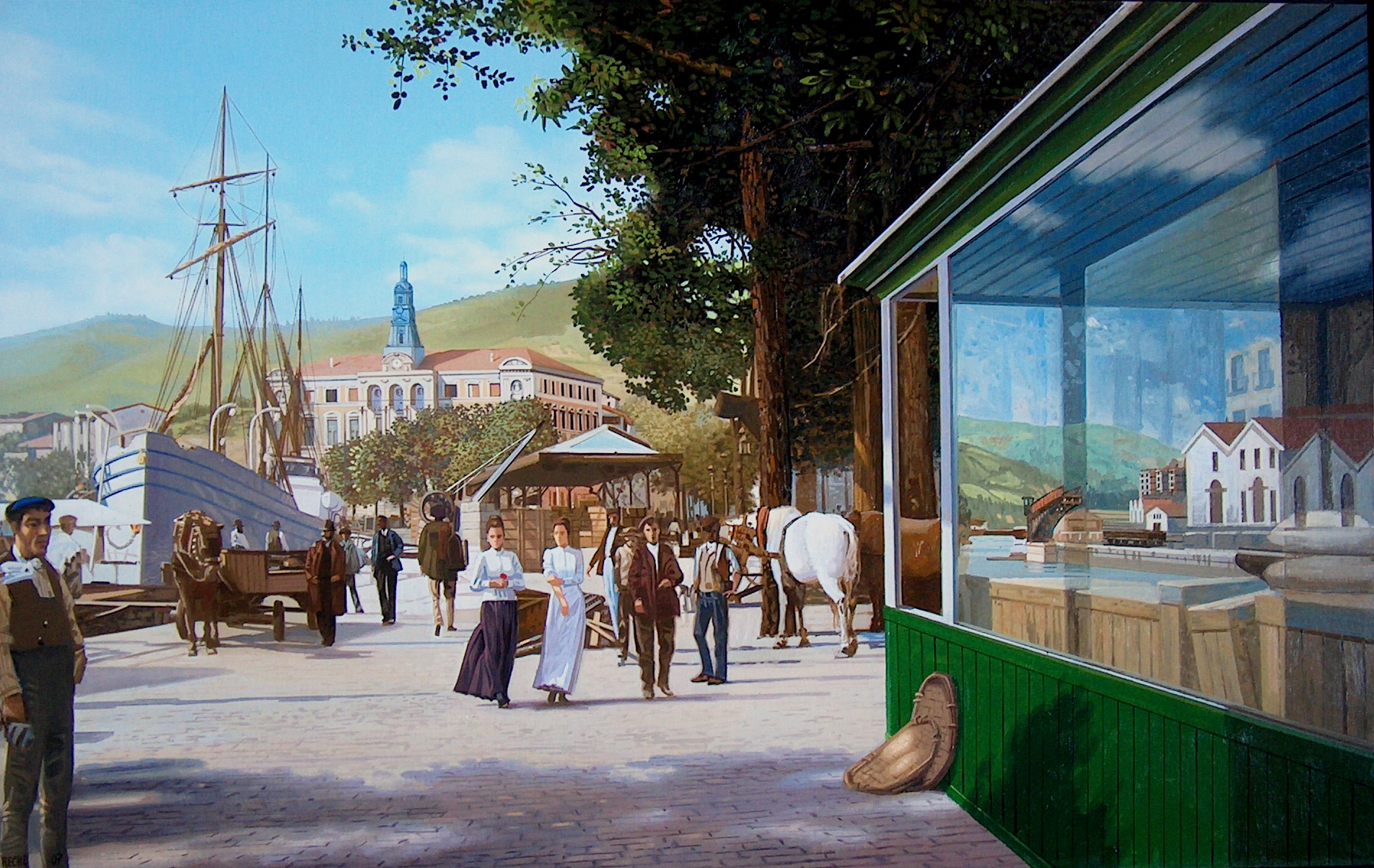
نقاشی اثر نقاش اسپانیایی، آگوستین رش

بهترین نقاشی‌های فزون‌واقع‌نما معمولاً آن‌هایی‌اند که با عکس اشتباه گرفته می‌شوند و همین است که توانایی یک هنرمند فزون‌واقع‌نما را نشان می‌دهد؛ توانایی تکنیکی تولید یک نقاشی که آن‌قدر به واقعیت نزدیک باشد که با عکس اشتباه گرفته شود. نقاشان این سبک در این روند آن‌قدر بر عدم دخالت در واقعیت تأکید دارند که کارشان ماشینی به نظر می‌رسد. اما یک هنرمند موفق کاری می‌کند که توانمندی در پس کار ظاهراً ماشینی تابلوهای فزون‌واقع‌نگار پنهان شود.
هنر فزون‌واقع‌نمایی دنیای واقعی و فیزیکی را جدی می‌گیرد، آن‌قدر که گاهی در نقاشی‌ها با دنیای واقعی‌تری روبه‌رو هستیم تا در واقعیت. هایپررئالیسم تلاش می‌کند واقعیت را تا آن‌جا که می‌تواند تحریف‌نشده منتقل کند.

## روش
در فزون‌واقع‌نمایی از عکس استفاده می‌شود، به این ترتیب که از یک صحنه چندین عکس از یک زاویه می‌گیرند، سپس شروع می‌کنند به نقاشی آن صحنه، پس از چاپ عکس‌ها، از آن برای تصحیح خطوط نقاشی و اگر رنگی بودند برای تصحیح رنگ‌ها استفاده می‌کنند؛ البته برای دقت بیشتر با شطرنجی کردن عکس کارشان را پیش می‌برند.

## پی‌نوشت
1. ↑  واژه‌های مصوّب فرهنگستان تا پایان سال ۱۳۸۹ (مجموع هشت دفتر فرهنگ واژه‌های مصوّب فرهنگستان)
2. ↑  هورست بردکمپ، «هایپررئالیسم: یک قدم آن‌طرف‌تر»، صفحهٔ ۱. انتشارات موزه تیت، بریتانیا. ۲۰۰۶.
3. ↑  آشنایی با مکتب هایپررئالیسم.
4. ↑  هورست بردکمپ، «هایپررئالیسم: یک قدم آن‌طرف‌تر»، صفحهٔ ۱. انتشارات موزه تیت، بریتانیا. ۲۰۰۶.
5. ↑  آشنایی با مکتب هایپررئالیسم.
6. ↑  آشنایی با مکتب هایپررئالیسم.
7. ↑  آشنایی با مکتب هایپررئالیسم.